# Villa Aberastain
Villa Aberastain é uma cidade da Argentina, localizada na província de San Juan